# راب (مدينة)
راب هي مدينة تقع في جزيرة راب في كرواتيا. يبلغ عدد سكانها 8065 نسمة وذلك حسب إحصائيات سنة 2011. يبلغ ارتفاع المدينة عن سطح البحر قرابة 0 متر.

## توأمة
لراب (مدينة) اتفاقيات توأمة مع كل من:
- بلدية كوتشيفيه [الإنجليزية]‏
- كونيغسبرون
- سيجانا
- مدينة سان مارينو

## معرض صور

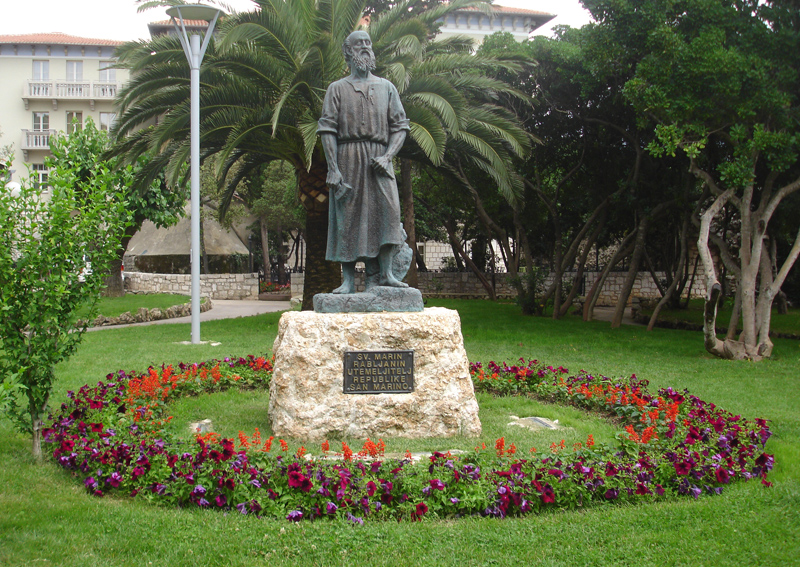
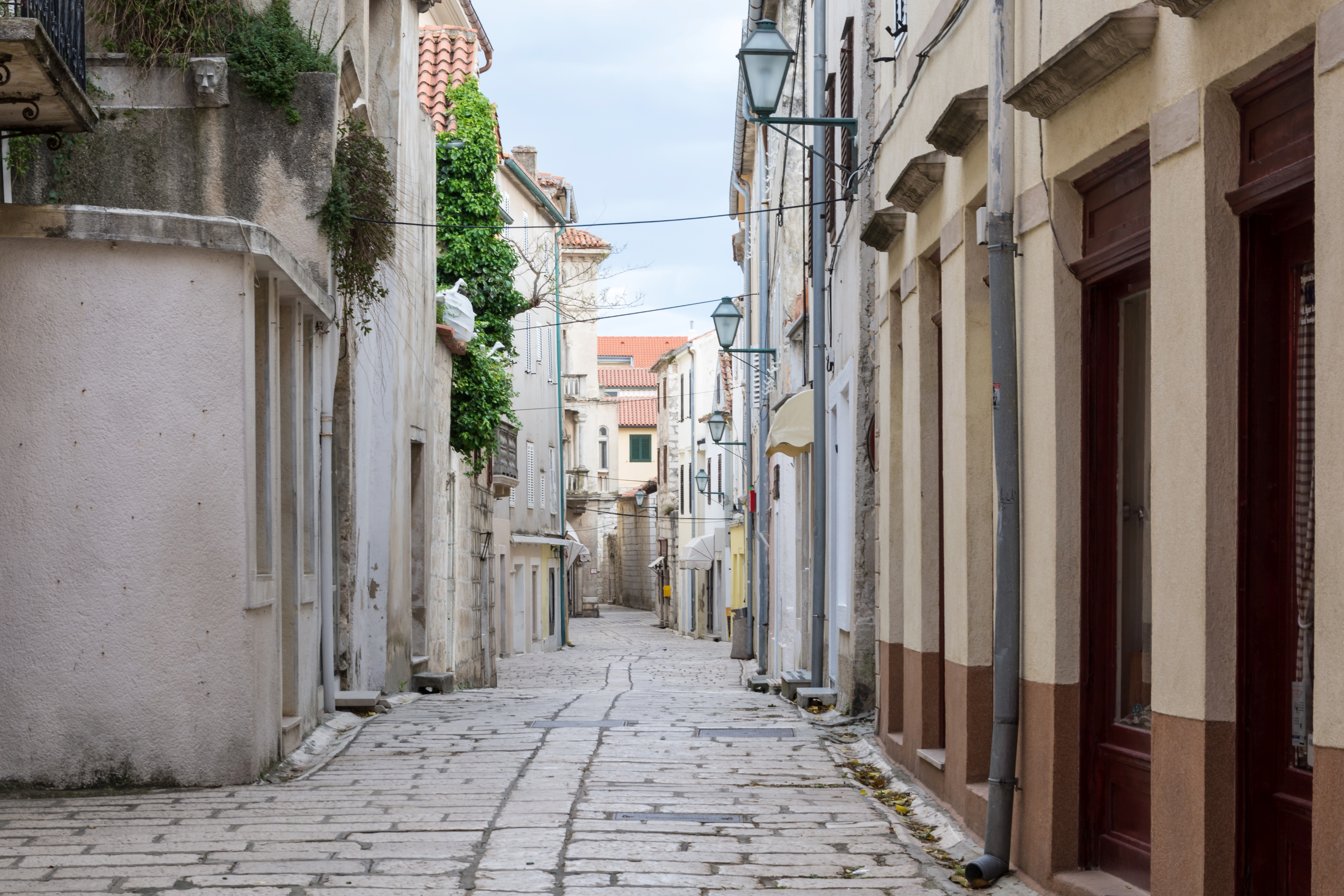
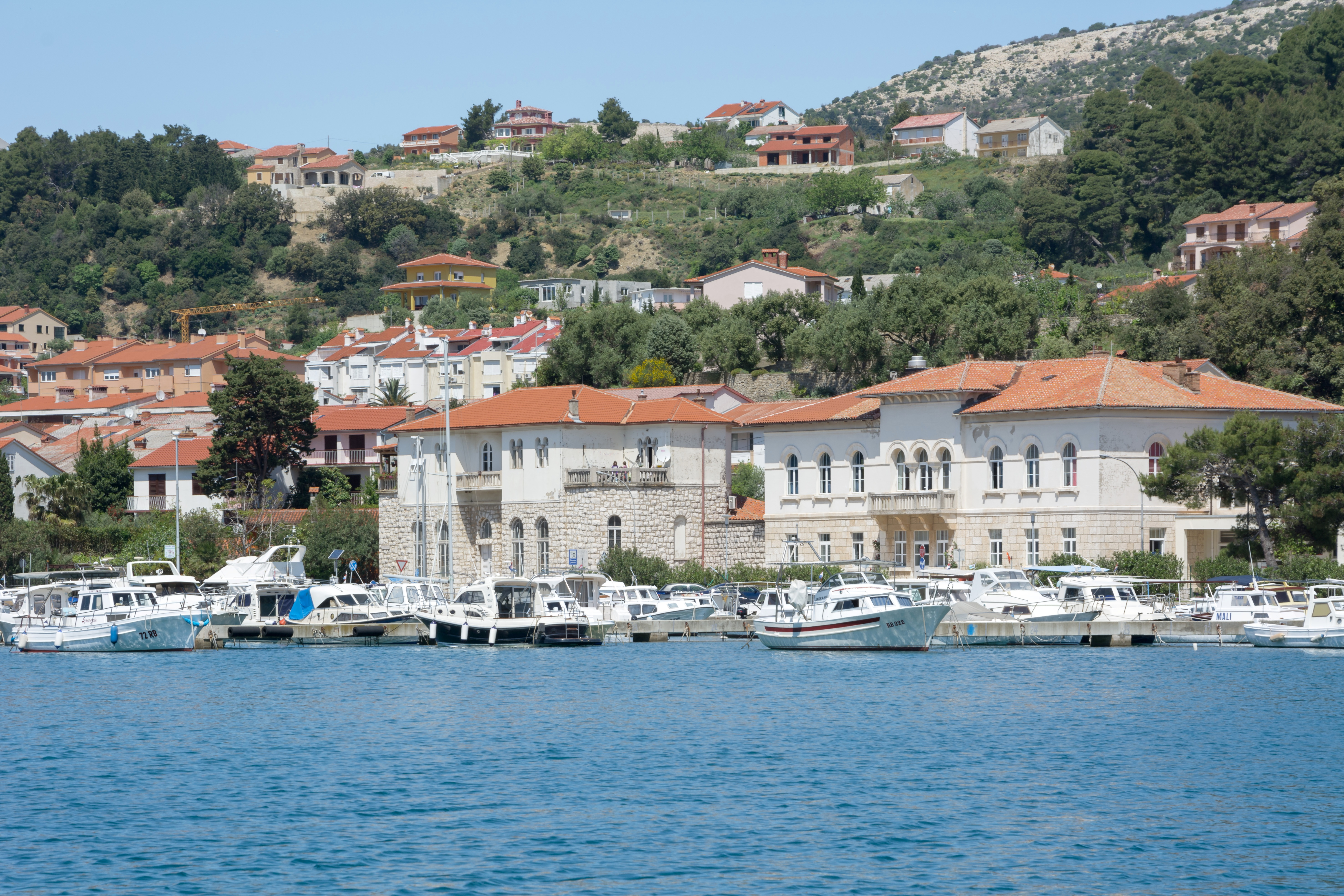
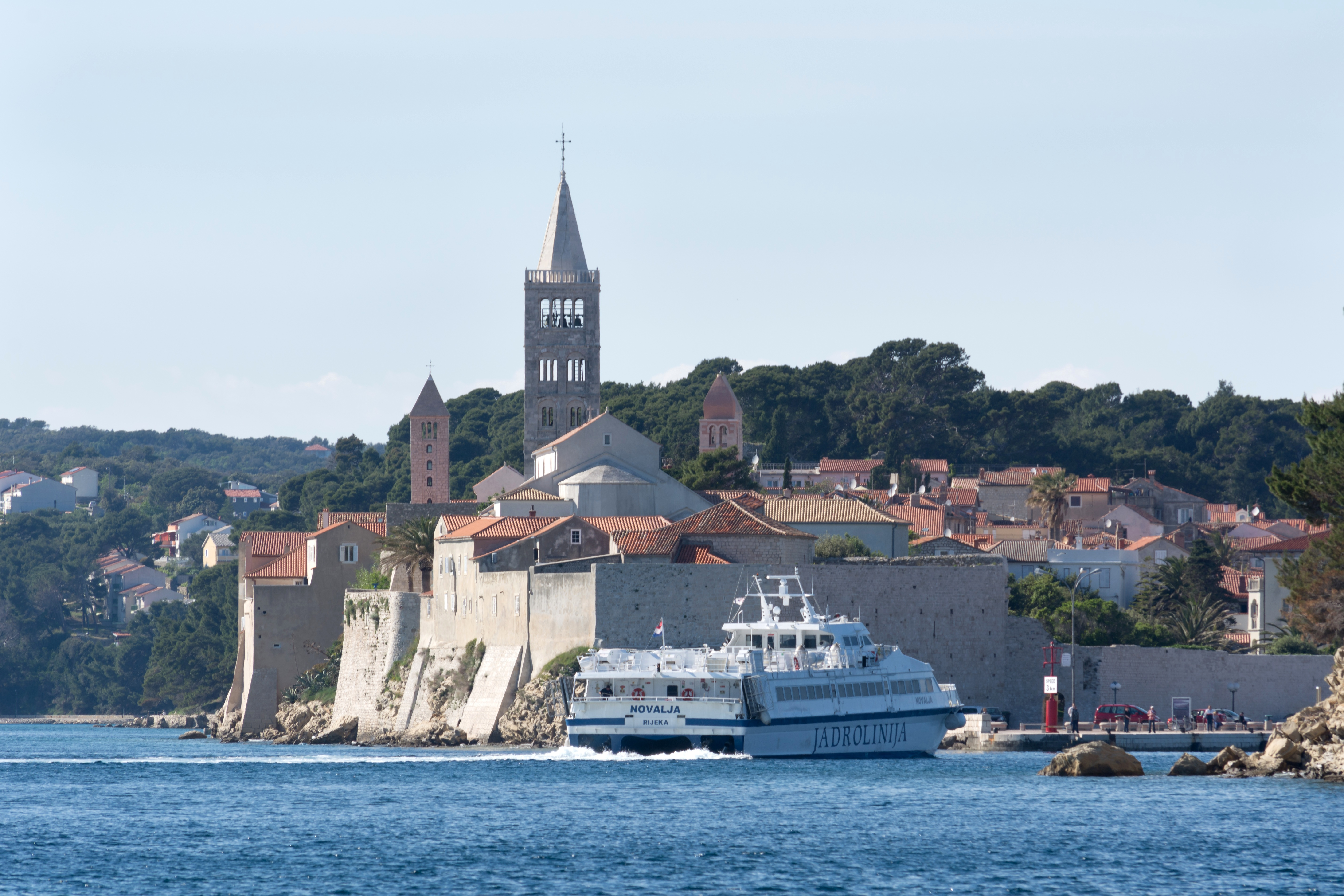
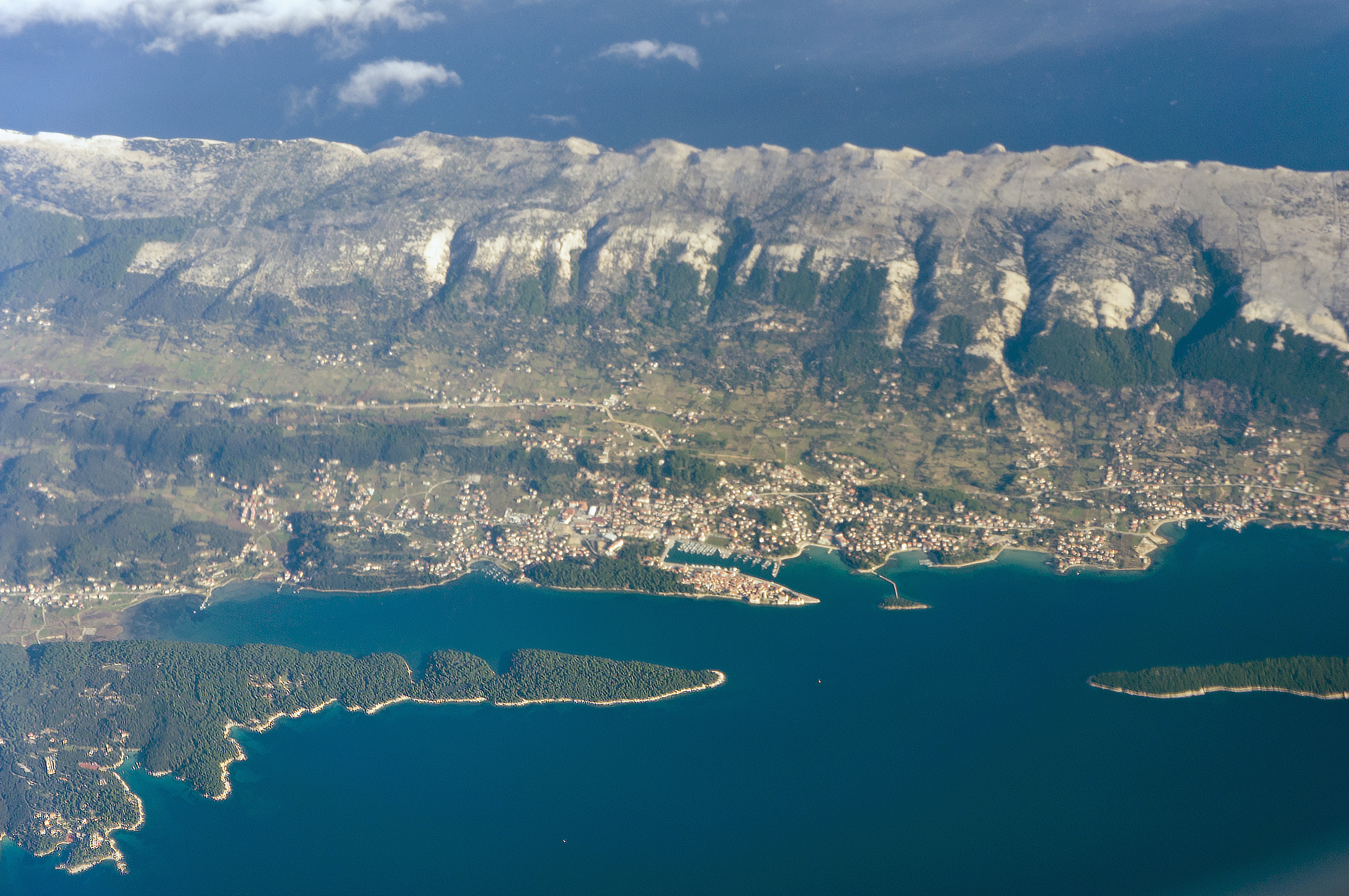